# Clube Esportivo Nova Esperança
Clube Esportivo Nova Esperança, eller vanligen endast CENE, är en fotbollsklubb från Campo Grande i delstaten Mato Grosso do Sul i Brasilien. Klubben var från början ett amatörlag men blev den 13 december 1999 nybildat under det nuvarande namnet och flyttades från Jardim till den nuvarande spelorten. Klubben har, per 2011, vunnit Campeonato Sul-Mato-Grossense fyra gånger (2002, 2004, 2005 och 2011). Klubben spelar på Arena da Paz som tar 1 500 personer vid fullsatt.